# 希爾克雷斯特海茨 (馬里蘭州)
希爾克雷斯特海茨（英語：Hillcrest Heights）是位於美國馬里蘭州佐治王子縣的一個普查規定居民點。

## 人口
根據2020年美國人口普查的數據，希爾克雷斯特海茨的面積為6.45平方千米，當中陸地面積為6.44平方千米，而水域面積為0.01平方千米。當地共有人口15793人，而人口密度為每平方千米2,448.53人。